# Villa Bella (Bolivien)
Villa Bella ist eine Ortschaft im Departamento Beni im Tiefland des südamerikanischen Staates Bolivien.

## Lage im Nahraum
Villa Bella ist der zentrale Ort des Kanton Villa Bella im Municipio Guayaramerín in der Provinz Vaca Díez. Der Ort liegt am Zusammenfluss der beiden Flüsse Río Beni und Río Mamoré im östlichen Teil des Departamento Beni auf einer Höhe von 113 m. Villa Bella liegt 35 Kilometer flussabwärts von der nächstgrößeren Kleinstadt, Cachuela Esperanza.

## Geographie
Villa Bella liegt im bolivianischen Tiefland nahe der Grenze zur Republik Brasilien. Die Region hat ganzjährig ein tropisch-heißes und feuchtes Klima.
Die Jahresdurchschnittstemperatur beträgt 27,1 °C (siehe Klimadiagramm Riberalta), wobei sich die monatlichen Durchschnittstemperaturen zwischen Juni/Juli mit gut 25 °C und September/Oktober mit gut 28 °C nur wenig unterscheiden. Der Jahresniederschlag beträgt fast 2000 mm und liegt somit mehr als doppelt so hoch wie die Niederschläge in Mitteleuropa. Höchstwerten von knapp 300 mm in den Monaten Dezember bis Februar stehen Niedrigwerte von unter 50 mm im Juni/August gegenüber.

## Verkehrsnetz
Villa Bella liegt 669 Straßenkilometer entfernt nördlich von Trinidad, der Hauptstadt des Departamentos Beni.
Trinidad liegt an der 1631 Kilometer langen Nationalstraße Ruta 9, die von Yacuiba an der argentinischen Grenze über Santa Cruz, Trinidad und San Ramón bis nach Guayaramerín im äußersten Norden führt. Von Guayaramerín aus führt eine unbefestigte Landstraße über 43 Kilometer nach Nordwesten bis nach Cachuela Esperanza am Río Beni. Hier zweigt eine weitere Landstraße ab, die parallel zum Río Beni weitere 31 Kilometer bis nach Villa Bella führt.
Ein weiterer wichtiger Verkehrsweg in der Region sind die Flüsse.

## Bevölkerung
Die Einwohnerzahl der Ortschaft ist in den vergangenen beiden Jahrzehnten – im Ganzen gesehen – zurückgegangen:
| Jahr | Einwohner | Quelle       |
| ---- | --------- | ------------ |
| 1992 | 262       | Volkszählung |
| 2001 | 408       | Volkszählung |
| 2012 | 200       | Volkszählung |
| 2024 |           | Volkszählung |